# Heterapoderites medvedevi
Heterapoderites medvedevi es una especie de coleóptero de la familia Attelabidae.

## Distribución geográfica
Habita en Vietnam.